# 久保正雄
久保 正雄（くぼ まさお、1921年 - 1984年11月7日）は、日本の実業家。政商。東日貿易創業者で、自民党政権や伊藤忠商事に太いパイプを持ち、インドネシアの戦後賠償ビジネスで巨万の富を得た人物。

## 来歴
1921年（大正10年）、東京深川生まれ。戦後に韓国から海苔、アメリカ、インド、ギリシャなどからの食料品雑貨の輸入業に手を染め、高級乗用車が不足した時代に、GHQの軍人や来日牧師らの名義でアメリカの高級車を輸入し、東芝など日本の大企業などに転売して荒稼ぎした。この時期に町井久之と知り合ったとされる。1955年、東京銀座に資本金5千万円で東日貿易を設立した。株主には大野伴睦や河野一郎、児玉誉士夫らが名を連ね、東日貿易は、自民党の裏の政治資金ルートの一つになった。また、同じ銀座をシマにしていた当時貧乏のどん底にあった小林楠扶を支援した。小林は住吉会の暴力団員。1958年、久保はインドネシア駐日代表を通じて、児玉誉士夫から同年2月に非公式での来日が決まったスカルノインドネシア大統領の護衛の手配を要請された。インドネシアは、スカルノの傑出した政治力によって東南アジア最大の国家の統一が成し遂げられたが、国内では内乱が続き、反スカルノ派が日本でスカルノの暗殺を企てているとの情報も流れ、日本政府も対応に苦慮した。そこで久保がスカルノの護衛を小林楠扶に依頼。小林は気が進まなかったが、衛藤豊久や村田勝志が「名誉なこと。やりましょう」などと、積極的で仕方なくこのミッションを引き受け、私設銀座警察の流れを汲む小林たちは、首相としては初の来日だったスカルノの身辺警護を無事務め、信頼を得た小林たちは、以後11回に及ぶスカルノの来日の度に、小林会・楠皇道隊（日本青年社の前身）がスカルノのボディーガードを務めた。この実績により、久保は個人的にスカルノにアクセスできるようになり、小さな商社の社長ながらインドネシアの補償プロジェクトに広範に食い込んでいく。
アジアを股にかけるプレイボーイとして知られたスカルノは、無類の女好き。久保はスカルノが女に弱点があることを承知していた。スカルノは訪日の度に、各国選りすぐり美女を常に従えており、1959年6月のスカルノの公式としては2度目の来日時に久保はスカルノから「日本女性を紹介してくれ」と頼まれたため、赤坂のナイトクラブ「コパカバーナ」のホステス・根本七保子をスカルノに帝国ホテルで引き合わす。久保の知り合いで英語が喋れる美人はほとんどいなかった。東日貿易の部下・桐島正也に帝国ホテルに向かう車中で、根本には事前に「色の黒い人」とだけ伝えた。根本は相手がスカルノとは知らなかったが、社用でホテルを訪れたような恰好をさせて、スカルノの副官に引き継いだ。根本は当時19歳。根本が育った東京市霞町（現在の西麻布）は、米軍施設があり、英語を学ぶために米兵に接近したといわれる。東映の俳優養成所に通い、女優としてチョイ役で数本映画に出演したが、それだけでは生計が立てられず、フィリピン人歌手の紹介で、東京に住む外国人ビジネスマンなどをパトロンに持つようになった。17歳から「コパカバーナ」でホステスとして勤め、その段階で久保と知り合っていた。
帰国後、スカルノは根本に書簡を送り、インドネシアへ是非来て欲しいと招待した。当時のインドネシアは政情不安定でもあり、久保は根本に現金500万円と世田谷区等々力の100坪の土地を渡し説得。海外への渡航が非常に制限された時代だったが、根本は東日貿易の社員という身分で旅券を申請し、1959年、久保、桐島とともにインドネシアの首都・ジャカルタ入りした。スカルノのもとには既に東日貿易のライバルで岸信介とも関係の深い木下商店（木下産商）から周防咲子（金勢咲子）ら、日本の商社が小林喜子、中田康子らスカルノ好みの美女を次々送り込んでおり、賠償プロジェクトへの参入を巡って激しい競争が展開されていた。根本は二週間という約束の滞在だったが、スカルノの熱心な要望でそのままジャカルタに腰を落ち着けた。根本のジャカルタ滞在中に周防が自殺。中田は行方不明になった。イスラム社会では正式に4人まで妻を持つことができるため、1962年3月、根本は日本国籍を捨てイスラムに入信し、39歳年上のスカルノの第三夫人になり、ラトナ・サリ・デヴィ（以下、デヴィ）の名前を与えられた。英語が堪能で、頭が良く、外交的な性格で接客にも優れていたデヴィは、スカルノの外遊の際にはほとんど同行するようになり、スカルノから特別な寵愛を受け、ジャカルタのヤソオ宮殿に住み、さまざまな意味で戦略的な地位を与えられ、日本政府にも大きな影響力を持つに至った。その存在が秘密だった頃は、桐島らが同行し、デヴィは桐島夫人としてレセプションなどに出席した。斉藤鎮男在ジャカルタ大使館大使は、デヴィルートでスカルノとの面会を求めるほど。当然ながら久保も大きな権力を持ち、スカルノからの個人的信頼が極めて厚いことを利用して、自身を通さないとビジネスが上手くいかないと言われるほどになり、インドネシア利権を牛耳るようになった。久保はスカルノから最初に、インドネシアのイスラム教徒が中東のメッカにお参りする巡礼船を、賠償金の一部で日本からチャーターする仕事を貰う。久保は横井英樹東洋郵船社長に掛け合い、同社所有の興安丸をインドネシア政府に貸し出した。スカルノ大統領一行と一緒に帝国ホテルに宿泊した際には、久保に来客がひっきりなしに訪れ、伊藤忠商事東京支社航空機部次長・瀬島龍三の部下・小林勇一を8時間も待たせたほどだった。戦時中のインドネシア占領支配に対する補償問題は、1957年11月、岸信介首相とスカルノ大統領との会談で、総額803億円を日本側が支払うことで合意したが、以降の追加賠償を含め、総額は2,880億円に上り、2017年の貨幣価値にすると、20兆から30兆に及ぶ途方もない金額になった。旧日本軍に助けられたと公言するスカルノは、日本政府に対してこの内の803億円相当の賠償については、12年間に毎年2,000万ドルを「現物」で支払うという好条件を提示した。インドネシア政府が必要な物資などを日本企業に注文し、代金の支払いは日本政府が保証するという、日本の商社にとってはインドネシア政府からの注文を取り付けさえすれば、焦げ付きの危険もなく、代金の取りはぐれもない、うま味の多い商売だった。各商社はその巨額利権を巡って争奪戦を繰り広げた。伊藤忠はそれまでインドネシア政府とツテがなかったが、瀬島が辻政信からスカルノ政権へのパイプを聞き出し、1960年夏、久保は伊藤忠とのタッグの申し出を承諾し、伊藤忠によるインドネシアの賠償ビジネスがスタートした。東日貿易のような小さい会社ではメーカーに信用されないため、久保としても大手商社と組むしかなかった。スカルノからの仕事の依頼は、久保を通じて桐島たちがまとめ、瀬島に伝えるという形をとった。また、瀬島も1961年にオランダ植民地のイリアンジャヤ領有を巡る紛争で、インドネシア国家幹部に呼ばれて作戦をアドバイスするなどインドネシア政府から信頼を得るまでになった。こうして賠償ビジネスの窓口は、木下産商から伊藤忠に舵が切り換えられた。インドネシア国家警察にトヨタ・ジープなど車両千台、800万ドルの納入を手始めに、東日貿易と伊藤忠とのインドネシア賠償ビジネスは急速に拡大した。以降、紡績プラント、独立記念塔・モナス、大統領宮殿ゲストハウス、国営テレビ局建設など、賠償絡みの仕事を久保は伊藤忠に次々に仲介し、その都度水増ししたコミッションを要求した。久保は頭がよく、気も強く、気に入らなければ社員をぶん殴るような人だったといわれる。久保は大野伴睦や河野一郎の他、瀬島を通じて中曽根康弘、中川一郎たちとも親しくなり、瀬島とともに財界の後援親睦組織「中中会」を旗揚げした。日本政府も久保やデヴィを頼りにし、岸の後の首相・池田勇人は、東南アジア各国への賠償プロジェクトを「所得倍増計画」に組み入れ、日本の通商政策、経済協力案件の組成を完遂させようとした。親米の池田は、特に中国の影響が強く、西側諸国との関係が好ましくないインドネシアやビルマなどを賠償などの経済的援助によって、両国を中国から引き離し、自由世界に引き込みたいと考え、スカルノを繋ぐ仲介役をデヴィに頼んだ。デヴィは「池田首相と家族ぐるみの付き合いがあった」「日本外務省にはこき使われました」などと話した。1963年9月の池田のインドネシア公式訪問も、デヴィが手引きし、日本からの賓客にはほとんどデヴィが同席した。1963年にインドネシア初のデパート「サリナ・デパート」建設を巡り、久保が伊藤忠から預かった金を半分懐に入れたことがバレ、デヴィや久保の側近たちも久保から離れた。また、伊藤忠も賠償ビジネスを韓国に軸足を移していたこともあり、久保から離れた。

## 芸能人・スポーツ選手との関係
賠償ビジネスで巨万の富を得た久保は、政財界に人脈を広げていく一方、江利チエミや長嶋茂雄、高倉健らの親代わり、後ろ盾としても知られるようになった。久保の最初の妻・笑子はアーニー・パイル劇場（東京宝塚劇場）のトップダンサーで、笑子は、江利が進駐軍のキャンプで歌を歌っていたときからの大ファンだったことから、夫婦ともども江利をバックアップするようになった。久保は元々、長嶋の大ファンで、町井久之が六本木に作った社交クラブに、渡辺恒雄らとクラブの運営委員を務めたあたりから、読売ジャイアンツの後援者として知られるようになったが、直接長嶋と知り合ったのは、長嶋と噂された某女優からの紹介とされる。1965年に長嶋が西村亜希子と挙式した際は、久保が長嶋の親代わりとして出席した。久保は長嶋の長男・長嶋一茂の名付け親である。張本勲は長嶋からの紹介で久保邸に出入りするようになった。1975年の張本の巨人移籍は久保の仲介によるもの。
高倉健は東映に入社してしばらくの間、久保邸に居候した。高倉が久保と知り合った経緯は分からないが、長嶋と高倉を繋いだのは久保である。高樹町（現在の南青山）の久保邸は、何10メートルという大理石が積み上げられた塀が続き、敷地内には25メートルプールもあった。西洋風の屋敷の1階から2階に延びる螺旋階段があり、訪れた人は「まるで『風と共に去りぬ』の舞台みたいだ」と驚いたという。応接室の絨毯は足首が埋まるほど。そのような部屋が十数室もあり、お手伝いさんは常時5人いた。2階にマージャン室、地下にはビリヤード場やスポーツジムがあった。ガーデンパーティには多い時は150人ほどの芸能人、スポーツ選手が招かれ、有名人カップルのお忍びデートの名所にもなった。中で何が行われてもマスメディアにも世間にも分からない上、有名人は外で目立って遊べないこともあり、久保邸には江利、長嶋、高倉を始め、張本、土井正三、白井貴子、ディック・ミネ、谷隼人、サミー・デイヴィスJr.ら、多くの有名人が集まって麻雀をしたり、酒を飲んだりして遊んだといわれる。
1984年11月9日、10日に南青山の久保邸で行われた通夜、告別式には、長嶋や高倉、張本、瀬島は勿論、中川一郎の未亡人、市川右太衛門、中村扇雀、萬屋錦之介、雪村いずみ、井上順、長嶋亜希子、長嶋一茂らや、多くの政財界の大物が弔問に訪れた。報道陣の質問に対してはみな押し黙ったが、張本は「いろいろと精神的なアドバイスを受けてきました」などと話した。告別式の最後には中曽根康弘首相をトップに多くの弔電が読み上げられた。サミー・デイヴィスJr.は四十九日の法要で、焼香のために来日した。

## 関連作品
- 1966年に大森実や大宅壮一、青地晨、草柳大蔵らとジャカルタに取材に出向いた梶山季之が[18]、『アサヒ芸能』（徳間書店）1966年5月29号から、ホステスから財界の生贄として提供され、やがて某国大統領夫人にのし上がる女性の半生を描く小説『生贄』の連載を始めたところ[出典 63]、デヴィ夫人をモデルにしたものと大きな反響を呼んだことから[出典 64]、デヴィ夫人が激怒し[出典 65]、梶山と出版元の徳間康快徳間書店社長を名誉毀損で訴えた[出典 66]。合わせて本の増刷、映画・テレビ・演劇化禁止の仮処分を東京地裁に申請した[37]。裁判により梶山サイドが敗れ「違反したら違約金1000万円を払う」という条件で和解した[37]。増刷も禁止されたことから、そのまま絶版した[39]。訴えられた大映再建中の徳間康快が、これに懲りず、映画化に意欲を燃やし「デヴィ夫人を口説き落とす」などと吹いた[37]。この騒動に便乗して日本テレビがデヴィ夫人の自伝をテレビドラマ化する企画を進行させたが[38]、最初に主役オファーした三田佳子を始め[38]、女優がデヴィ夫人を演じることに尻込みし、次々とオファーを断り[38]、制作中止に追い込まれた[38]。

- 1977年の中島貞夫監督・高田宏治脚本による東映映画『日本の首領 野望篇』は、インドネシアの賠償ビジネスをヒントに創作されている[40]。

- 1986年の深田祐介の小説『神鷲商人』（新潮社）も、久保や桐島、デヴィらによるインドネシアの賠償ビジネスをモデルとしている[出典 67]。